# Guglielmino degli Ubertini
Guglielmo degli Ubertini, spesso chiamato Guglielmino (1219 circa – Campaldino, 11 giugno 1289), è stato un vescovo cattolico, politico e militare italiano. Fu il cinquantottesimo vescovo di Arezzo, reggendo ininterrottamente la diocesi tra il 1248 e il 1289. Dal grande potere politico, fu anche per breve tempo signore di Arezzo tra il 1287 e il 1289.
Proveniente dalla potente famiglia nobiliare e ghibellina degli Ubertini, fu una delle principali figure della politica aretina e toscana della seconda metà del XIII secolo. Costantemente impegnato nelle guerre tra guelfi e ghibellini, fu uomo politico spregiudicato e cambiò più volte schieramento, scontrandosi anche col governo della sua stessa città, di cui fu brevemente signore prima di morire. Durante la sua vita comandò numerose campagne militari, e combatté anche alla battaglia di Montaperti del 1260. Più simile a un grande feudatario che a un ecclesiastico, esercitò comunque un saldo controllo della sua diocesi, centralizzandone il controllo e costruendo numerosi nuovi edifici religiosi, tra i quali il moderno Duomo di Arezzo. Non si fece scrupoli nemmeno ad usare i mezzi religiosi più estremi come la scomunica e l'interdetto, spesso impiegandoli contro i propri avversari politici del momento.
Nel 1275, dopo aver partecipato al secondo concilio di Lione, ospitò papa Gregorio X ad Arezzo e, quando il pontefice vi morì, gestì il conclave del gennaio 1276, ottenendo un generoso lascito che finanziò la costruzione del nuovo duomo. Dopo aver nuovamente combattuto col Comune di Arezzo negli anni 1280, riuscì ad esautorare i suoi oppositori e a diventare signore della città nel 1287. Nel 1289 invece, quando scoppiò la guerra tra Arezzo e Firenze, si mise alla testa dell'armata aretina assieme a Bonconte da Montefeltro, trovando la morte alla conseguente battaglia di Campaldino. Con la dipartita del vescovo Guglielmino, Arezzo perse una guida capace e, per molti anni, non riuscì più a imporsi nel panorama politico toscano.
I resti di Guglielmino, dati per dispersi dopo la battaglia, furono infine identificati nel 2008 e interrati nel Duomo di Arezzo da lui stesso voluto. La storiografia, particolarmente influenzata dai cronisti coevi a lui avversi come Dino Compagni e Giovanni Villani, ricorda Guglielmino principalmente in maniera negativa, anche se la sua figura è stata poi parzialmente rivalutata.

## Biografia

### Origini e ascesa

Stemma della famiglia Ubertini

Guglielmo degli Ubertini nacque all'incirca nel 1219 (quasi certamente tra il 1215 e il 1220, anche se don Silvano Pieri si spinge a ipotizzare perfino il 1230)  nella potente famiglia degli Ubertini, nobili della Toscana orientale con vasti possedimenti in Valdarno, Valdambra, Casentino e Romagna. Gli Ubertini erano radicati principalmente nelle città di Firenze e Arezzo, dove esercitavano grande influenza. Mentre della madre non si conosce l'identità, suo padre era il nobile Gualtieri degli Ubertini. Alcuni cronisti come Dino Compagni, Tolomeo da Lucca e Niccolò Alticozzi lo ritenevano membro della famiglia dei Pazzi, forse confondendolo col nipote Guglielmo Pazzi; sebbene fosse effettivamente imparentato coi Pazzi, la sua appartenenza agli Ubertini è in epoca contemporanea assodata. Ebbe numerosi fratelli: Biordo, primogenito che continuò la dinastia, poi Ugo, arcidiacono della cattedrale di Arezzo, e Ranieri I, vescovo eletto di Volterra nel 1251. La parentela di Boso di Gualtieri degli Ubertini, canonico ad Arezzo tra il 1270 e il 1284 e forse a sua volta fratello di Guglielmino, non è invece certa.
Guglielmo, detto fin da giovane "Guglielmino" per la bassa statura, in quanto figlio cadetto fu avviato alla vita ecclesiastica, divenendo arcidiacono della vecchia cattedrale di Arezzo (oggi non più esistente) attorno al 1240, posizione che di solito rappresentava l'anticamera alla carica vescovile. Ad Arezzo infatti le autorità ecclesiastiche conservavano grande influenza politica, e la sua famiglia era quindi molto interessata a mantenere collegamenti in seno alla Chiesa. Guglielmino rimase arcidiacono fino al 1248, quando l'allora vescovo di Arezzo Marcellino Albergotti Beltrami, fiero guelfo e oppositore di Federico II di Svevia, fu da questi catturato e impiccato. Gli Ubertini, di schieramento ghibellino, riuscirono allora a far eleggere nuovo vescovo di Arezzo proprio Guglielmo, che lo sarebbe rimasto per i successivi quarant'anni. Federico II riconobbe la nomina di Guglielmino, ma almeno inizialmente l'incarico fu solo nominale, perché allora gli Ubertini, sostenitori dell'imperatore, erano in guerra col Comune di Arezzo, e per un certo periodo il nuovo vescovo rimase arroccato nei castelli di famiglia fuori dalla città, difendendosi dagli attacchi del Comune. Nonostante la turbolenza di quegli anni, gli Ubertini detenevano un controllo saldo sulla Chiesa toscana: oltre allo stesso Guglielmino e ai già citati Ugo arcidiacono ad Arezzo e Ranieri I vescovo di Volterra, il loro nipote Ranieri II Ubertini divenne preposto di San Gimignano e poi a sua volta vescovo di Volterra nel 1273.
Fino al 1255 mantenne solo il titolo di vescovo eletto, amministrando comunque la diocesi per quanto i veloci rivolgimenti politici glielo permettevano. Nei primi anni 1250 entrò in aspro contrasto con la parrocchia di Cortona, da cui pretendeva la riscossione delle decime; fu portato in giudizio dai cortonesi anche davanti al pontefice, che però diede ragione al vescovo. Cortona a quel punto si rifiutò di sottostare alla sua autorità, e Guglielmino gettò l'interdetto sulla città. Tale provvedimento causò grande costernazione, aumentata dalla morte del ministro generale dell'Ordine francescano Elia da Cortona, che non poté ricevere l'estrema unzione proprio per l'interdetto imposto da Guglielmino.

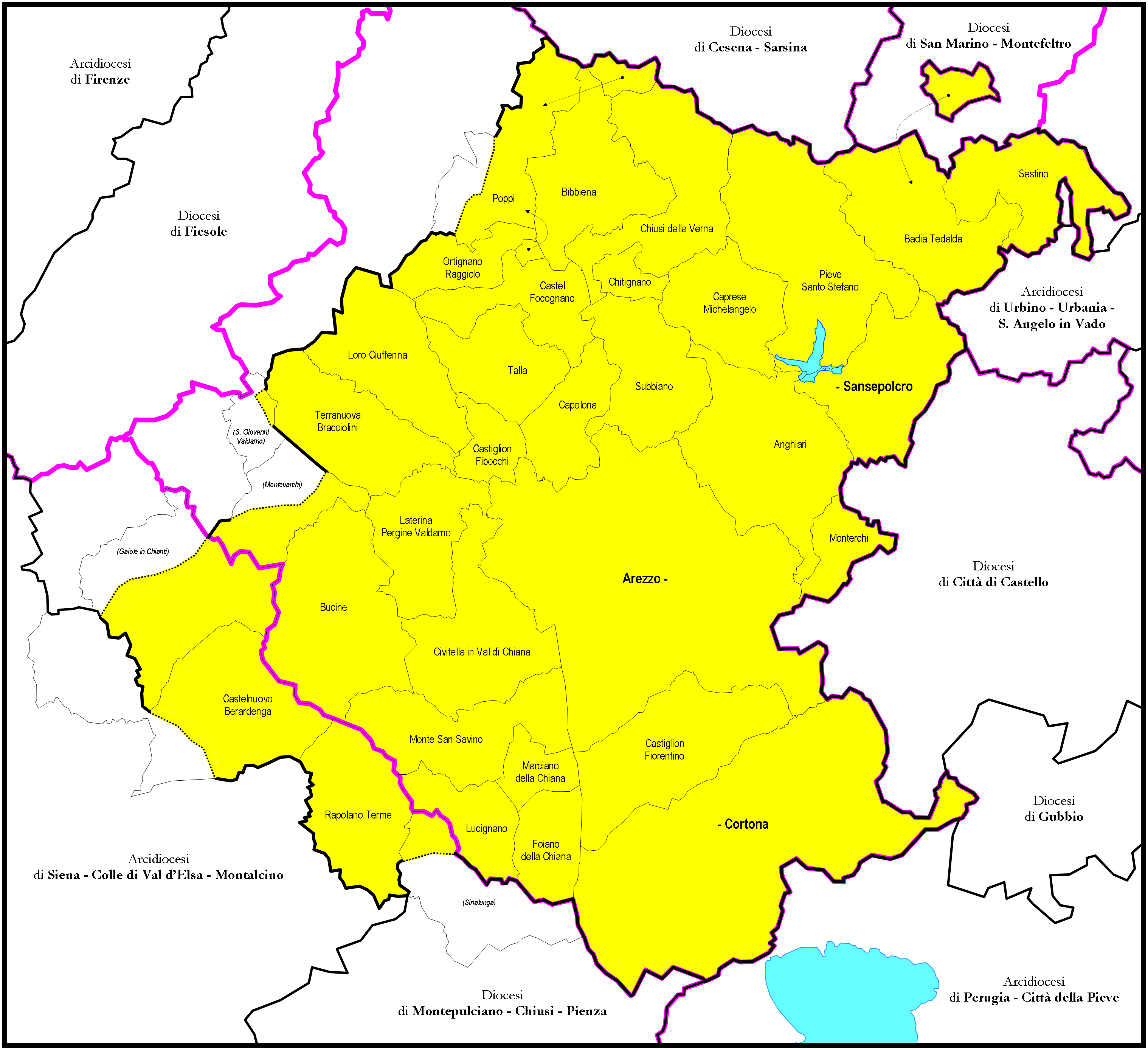
Mappa della moderna diocesi di Arezzo-Cortona-Sansepolcro, i cui territori erano grossomodo interamente amministrati da Guglielmino; in seguitò essa sperimentò le secessioni della diocesi di Cortona nel 1325 e della diocesi di Sansepolcro nel 1520, poi entrambe riunitesi ad Arezzo nel 1986; altre parrocchie perse e non riacquisì più con l'istituzione della diocesi di Pienza e della diocesi di Montalcino entrambe nel 1462 e della diocesi di Montepulciano nel 1561

### Vescovo di Arezzo

#### Rientro in città e passaggio ai guelfi
Dopo la morte di Federico II di Svevia, la situazione politica italiana cominciò a stabilizzarsi e per un certo periodo gli scontri tra guelfi e ghibellini diminuirono d'intensità. Anche Arezzo fu interessata da questa pacificazione, e il vescovo Guglielmino, con la mediazione di Firenze, fu uno dei primi a riappacificarsi col Comune tra il 1254 e il 1255 (in un atto del 16 febbraio 1255 era già chiamato vescovo e non più vescovo eletto). Con un ambiente politico più tranquillo, Guglielmo poté infine essere ufficialmente consacrato vescovo di Arezzo durante un viaggio a Roma nel 1255. Ad Arezzo si instaurò quindi un governo popolare di moderato orientamento guelfo, e per alcuni anni Guglielmino poté effettivamente amministrare la sua diocesi.
Nello stesso 1255 comunque, su richiesta di papa Alessandro IV, si mise a capo di una spedizione contro re Manfredi di Svevia, attaccando brevemente la Puglia (testimoniando quindi la sua spregiudicatezza politica, che lo portò spesso a mutare alleanze). Una precedente spedizione nel 1254 era stata abortita per la morte di papa Innocenzo IV, che aveva mandato brevemente in confusione le forze guelfe. Per finanziare le spedizioni anti-imperiali il vescovo impose onerose decime alla diocesi aretina, infliggendo anche la scomunica a chi rifiutò di pagarle.

#### Cura della diocesi
Nonostante la sua forte e spesso prevaricante attività politica, Guglielmino non trascurò la cura pastorale della città, convinto sostenitore com'era della libertas ecclesiae, ovvero l'indipendenza della Chiesa rispetto al potere politico. Tuttavia spesso il vescovo usò la libertas ecclesiae come scusa per raggiungere i propri scopi, tanto che considerava la diocesi alla stregua di un proprio dominio personale. Dalla volontà forte e autoritaria, per imporre la propria linea politica Guglielmino si scontrò sovente con molte delle autorità ecclesiastiche locali, segnatamente i canonici del Duomo Vecchio, l'abate di Santa Fiora, il pievano di Cortona e i monaci dell'eremo di Camaldoli.
Particolarmente forte fu la contrapposizione coi canonici del Duomo Vecchio, per i quali fece da mediatore con quelli della Pieve di Arezzo nella decennale contesa per ospitare i festeggiamenti in onore del patrono della città, san Donato d'Arezzo. Nel 1250 quindi Guglielmo promosse la cosiddetta "unione guglielmina", che risolse forzosamente la divisione unendo i due diversi capitoli della Pieve e della Cattedrale. Gli scontri col capitolo della Cattedrale proseguirono nel 1256, quando Guglielmo tentò di far eleggere nuovo arcidiacono un suo seguace. Il vescovo operò anche investiture di tabellionato, ovvero la nomina di nuovi notai, facoltà di cui i vescovi di Arezzo godettero fino al 1500 per diritto imperiale.

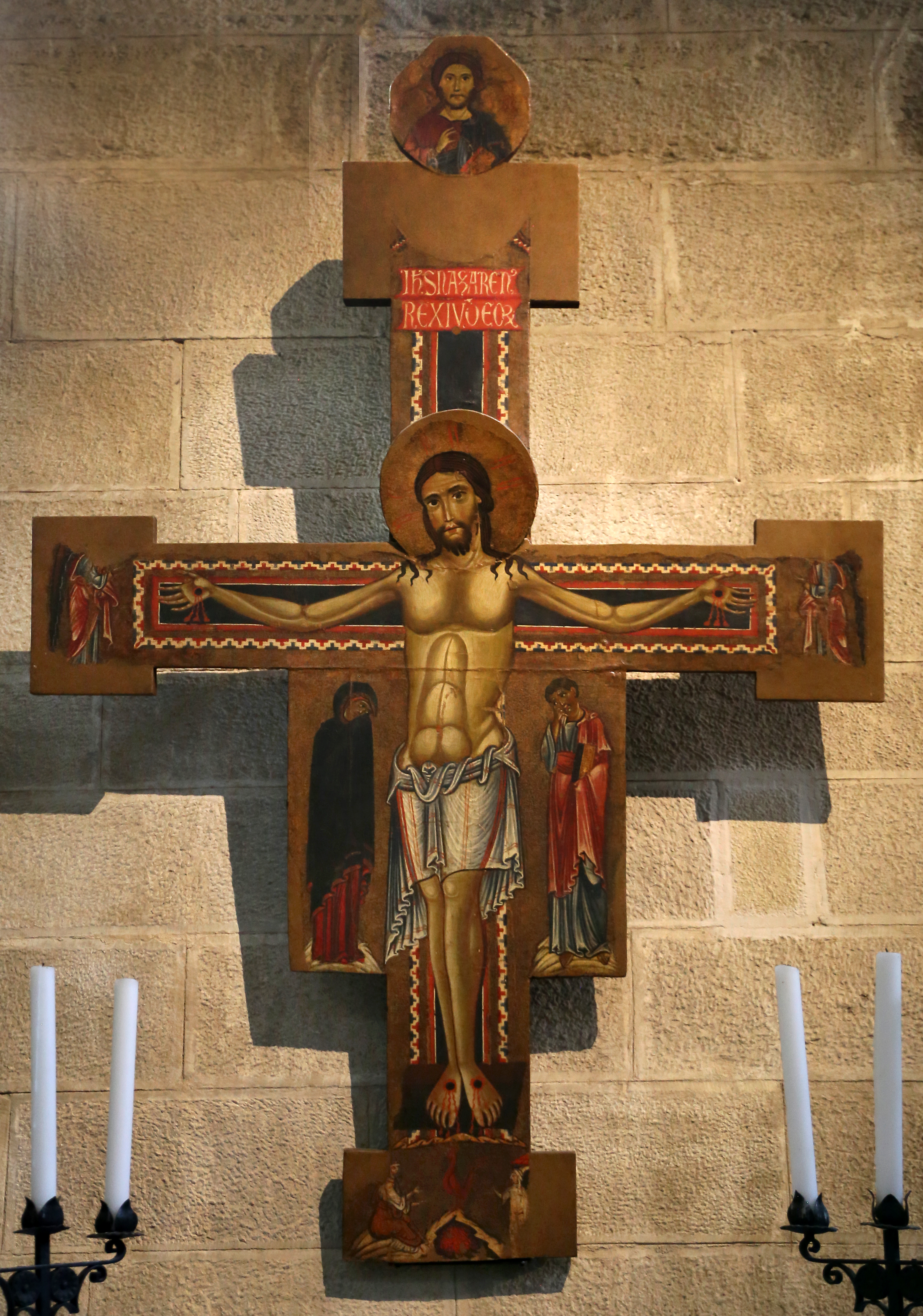
La croce dipinta della pieve di Arezzo, opera di Margaritone commissionata dal vescovo Guglielmino

Il vescovo dette inoltre un impulso decisivo allo sviluppo delle infrastrutture civili e religiose aretine. Nel 1257 concesse ai frati dell'ordine di Sant'Agostino la costruzione di un edificio religioso in città, che divenne appunto la chiesa di Sant'Agostino. Autorizzò poi la creazione dell'ospedale di Santa Maria Sopra i Ponti (ormai non più esistente, sito un tempo in fondo all'attuale corso Italia) e approvò nel 1262 l'istituzione della Fraternita di Santa Maria della Misericordia (più tardi Fraternita dei Laici, una delle più importanti associazioni storiche aretine). Costruì inoltre un nuovo palazzo vescovile a partire dal 1256 e, infine, il nuovo Duomo di Arezzo, dando quindi molto prestigio alla diocesi testimoniandone la ricchezza e prosperità. Dotato anche di gusto artistico, richiamò ad Arezzo rinomati artisti dell'epoca come Giovanni Pisano e Margaritone per abbellire gli edifici da lui commissionati, mentre a Niccolò Pisano, fratello di Giovanni, affidò il restauro della pieve di Cortona.

#### Riforme morali e visita pastorale del 1257-1258
Alleato dell'ordine dei francescani, ne protesse la presenza in città, vincendo la diffidenza del clero aretino nei loro confronti, e consacrò anche il nuovo santuario della Verna. Dal forte senso morale, nel 1257 il vescovo indisse un sinodo diocesano dove, per rafforzare l'immagine della Chiesa aretina, condannò il concubinaggio allora molto diffuso tra i sacerdoti locali (sebbene lui stesso avesse un'amante e un figlio illegittimo). Alla fine del sinodo fece raccogliere le deliberazioni in un testo, le Costituzioni, che ordinò di distribuire in tutta la diocesi.
Fu molto attivo anche a livello pastorale, effettuando anche una visita a tutta la diocesi tra il 1257 e il 1258, in un'epoca in cui era ancora raro che fossero compiute dai vescovi (lo stesso Guglielmino, ad esempio, è il primo episcopo aretino noto ad averla effettuata con certezza). Durante la sua visita pastorale, Guglielmo distribuì capillarmente le Costituzioni e fece accuratamente raccogliere tutte le dichiarazioni dei fedeli e soprattutto la consistenza dei patrimoni delle chiese locali, fondando quindi la burocrazia ecclesiastica del Comune di Arezzo. La visita pastorale si trasformò in una vera e propria occupazione quando interessò l'eremo di Camaldoli, da tempo in pessimi rapporti col vescovo.

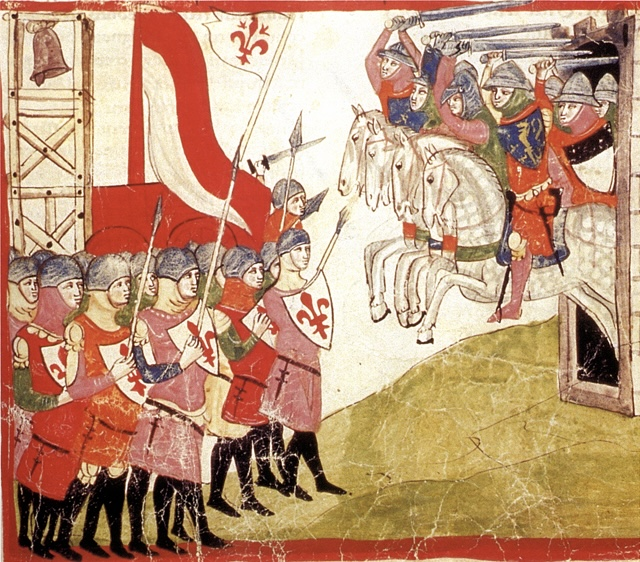
La battaglia di Montaperti del 1260 secondo Pacino di Bonaguida, alla quale partecipò anche il vescovo Guglielmino a capo del contingente ghibellino aretino

### Le campagne militari

#### Conquista di Cortona e ritorno al ghibellinismo
All'attività amministrativo-ecclesiastica, si accompagnò anche un'intensa carriera militare. Dopo la spedizione in Puglia contro Manfredi di Svevia, nel 1257 si accordò col Comune di Arezzo per attaccare Cortona, che venne conquistata nel febbraio 1258 con un attacco a sorpresa. Guglielmo era personalmente interessato alla campagna contro Cortona, da tempo ribelle all'autorità di Arezzo: in un atto del 9 agosto 1257 si era lamentato di non avervi «sicuro accesso», e aveva minacciato di scomunica i cortonesi; la conquista della città gli permise quindi di riottenere il controllo della pieve di Cortona, che da lungo tempo aveva velleità di indipendenza spirituale (tanto che nel 1325 sarebbe stata istituita la diocesi di Cortona indipendente da quella di Arezzo). Mentre il dominio spirituale di Cortona fu mantenuto da Guglielmino, quello temporale fu come da accordi ceduto al Comune di Arezzo. Il vescovo mantenne tuttavia, col consenso dei Comuni di Arezzo e Cortona, il controllo dell'importante zecca cortonese, di cui i vescovi di Arezzo già da tempo rivendicavano la sovranità. Fu quindi sotto l'egida di Guglielmino che Arezzo cominciò a battere una propria moneta, il grosso aretino.
Il possesso della zecca garantì quindi a Guglielmo il dominio dell'economia aretina, causando inevitabilmente frizioni col Comune. Ciò, unito alla sempre più forte prepotenza di Guglielmo, che sul finire degli anni 1250 impose una revisione degli statuti urbani (poi andati perduti), portò ad un nuovo aperto conflitto col Comune di Arezzo. Il punto di rottura giunse nello stesso 1258, quando a Firenze fu giustiziato Tesauro Beccaria, abate di Vallombrosa e alleato di Guglielmino; il vescovo di Arezzo quindi scomunicò pubblicamente l'amministrazione fiorentina, condannando l'uccisione di Beccaria, ma ponendosi così in aperto contrasto col Comune di Arezzo, all'epoca alleato di quello di Firenze, creando così una forte spaccatura in città e riaccendendo le lotte tra guelfi e ghibellini. Tra il 1258 e il 1259 i magnati di Arezzo scrissero preoccupati a papa Alessandro IV, lamentando la rapacità del vescovo e denunciandone le ambizioni di dominio sulla città. Nel 1260 Guglielmo, in aperta sfida al Comune, si mise a capo di un reggimento di ghibellini aretini che andò in aiuto a quelli di Siena contro Firenze, combattendo il 4 settembre alla battaglia di Montaperti, che si risolse in una pesante sconfitta guelfa nonostante il sostegno ufficiale e militare del Comune di Arezzo a quello di Firenze.

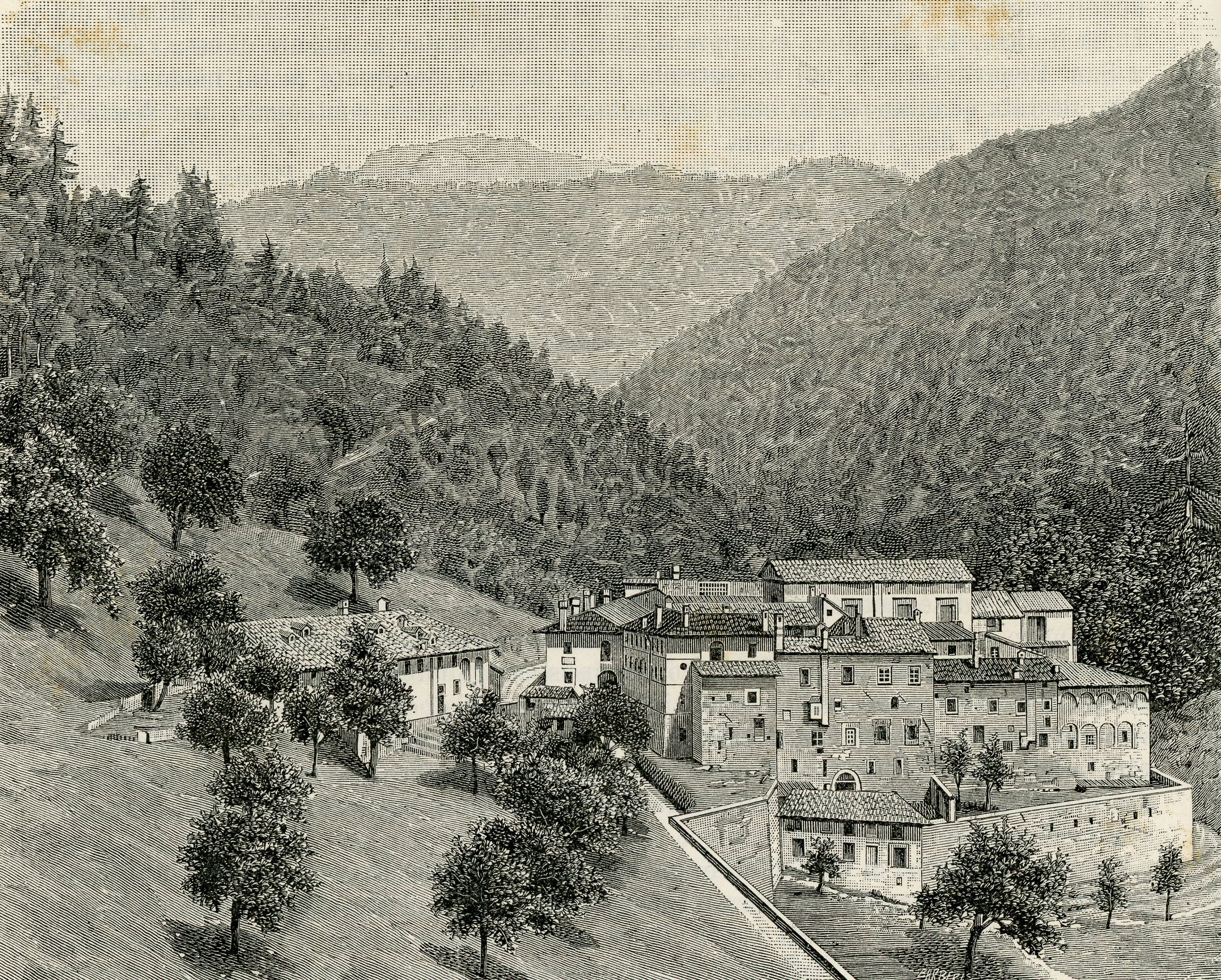
L'eremo di Camaldoli, oggetto delle mire di Guglielmino

#### Di nuovo guelfo
La vittoria ghibellina di Montaperti fu paradossalmente svantaggiosa per Guglielmino, poiché il Comune di Arezzo, ora definitivamente ostile nei suoi confronti, lo bandì, e non poté rientrare nemmeno al seguito della guarnigione di cavalieri tedeschi imposta alla città da re Manfredi come termine di pace (il sovrano non lo aveva infatti perdonato per la spedizione del 1255 contro i suoi domini in Puglia). Per vendicarsi allora nel 1261 il vescovo favorì una nuova ribellione di Cortona, città in cui era ancora molto forte, permettendo a numerosi fuoriusciti cortonesi di rientrarvi e incitare alla rivolta contro il dominio aretino. Solo nel 1263 Guglielmino si accordò di nuovo col Comune di Arezzo, passando ancora una volta dalla parte guelfa e potendo quindi rientrare in città. Nel 1265 ricevette una lettera da papa Clemente IV, preoccupato dai suoi continui cambi di schieramento, che lo ammoniva di rimanere fedele alla linea politica della Chiesa e di non cercare accordi con re Manfredi, sotto minaccia di rimozione dal suo episcopato. Nello stesso anno, allineatosi al papa e diventato in apparenza punto di riferimento per i guelfi italiani, fu eletto capitano degli esuli senesi, e dopo l'ascesa di Carlo I d'Angiò come re di Sicilia ricevette un compenso in denaro per il supporto dato alla causa guelfa. I guelfi, una volta ripreso il controllo di Siena, secondo i patti stipulati col vescovo, avrebbero dovuto nominarlo podestà oppure scegliere un suo uomo per la carica, ma non è chiaro se ciò sia effettivamente avvenuto.
Ripreso il controllo della diocesi aretina, si concentrò sul reprimere i monaci di Camaldoli e i loro alleati dei Conti Guidi: i camaldolesi erano infatti sempre stati riottosi a sottostare all'autorità di Guglielmino in virtù di antichi benefici di concessione papale, e il vescovo come rappresaglia prima concesse ampia autonomia all'abbazia di Prataglia, nominalmente sottoposta all'eremo di Camaldoli, e in seguito attaccando direttamente il castello di Soci, roccaforte dei Guidi vicino a Camaldoli, dimostrazione di forza che lasciava intuire un potenziale attacco contro l'eremo stesso (già occupato e depredato da Guglielmino nel 1257). Per evitare ulteriori conflitti, nel 1269 il vescovo e i camaldolesi giunsero infine a un accordo, rinnovato poi nel 1280, che sanciva il mantenimento degli antichi privilegi camaldolesi in cambio del trasferimento al vescovo di alcune proprietà fondiarie.

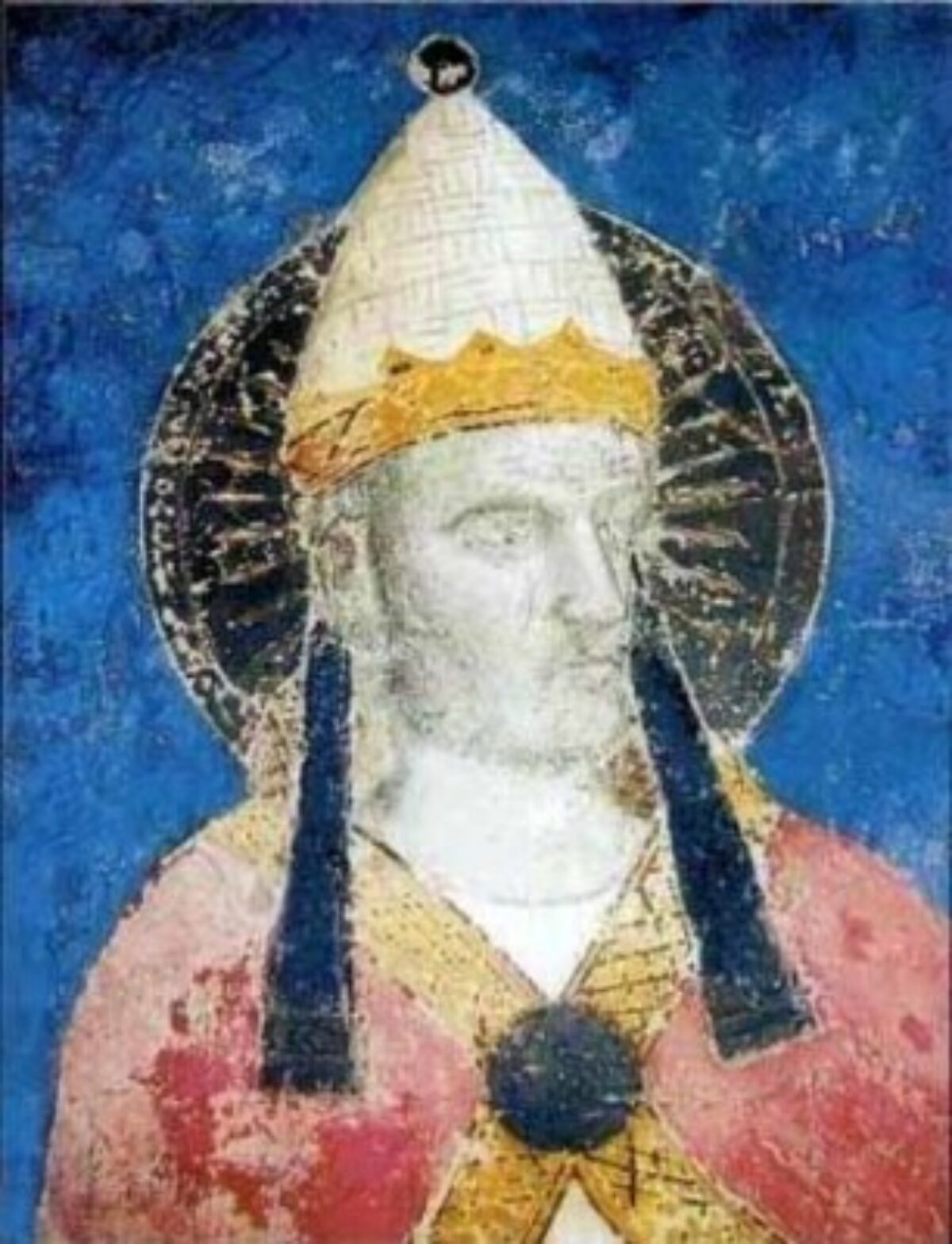
Affresco di papa Gregorio X nel duomo di Arezzo; morto ad Arezzo mentre era ospite di Guglielmino, il pontefice venne ivi sepolto e un suo lascito permise la costruzione della nuova cattedrale

### Il conclave del 1276
Nel 1274 il vescovo si recò nel regno di Francia per partecipare al secondo concilio di Lione, e sulla via del ritorno alla fine del 1275 accolse ad Arezzo papa Gregorio X, già stanco e ammalato. Il papa morì in città il 10 gennaio 1276, e Guglielmino, dopo averne ottenuto la sepoltura nella cattedrale, organizzò allora il successivo conclave che portò all'elezione di papa Innocenzo V. Il conclave di Arezzo fu il primo a tenersi secondo le norme predisposte dalla bolla Ubi Periculum del 1274, promulgata per evitare nuovi imbarazzanti stalli come quello della precedente elezione papale del 1268-1271, che per tre anni aveva lasciato la cristianità senza un pontefice.
Una generosa donazione del defunto Gregorio X diede i fondi necessari alla città per iniziare la costruzione del nuovo Duomo di Arezzo, di cui Guglielmino presiedette i lavori fino alla propria morte nel 1289; a quell'epoca, l'edificio era già stato completato per metà, e col tempo andò a soppiantare il Duomo Vecchio, allora sito fuori dalla cinta muraria di Arezzo e in seguito del tutto scomparso. Il nuovo duomo sorse di fronte al palazzo vescovile voluto da Guglielmino, ulteriore affermazione del grande potere di cui ormai godeva sulla città. Negli anni immediatamente successivi il vescovo fu fortemente coinvolto nella politica pontificia, tanto che nel 1280 si recò a Firenze come assistente del cardinale Latino Malabranca Orsini per promuovere una nuova pace tra guelfi e ghibellini (che ebbe comunque molto breve durata).

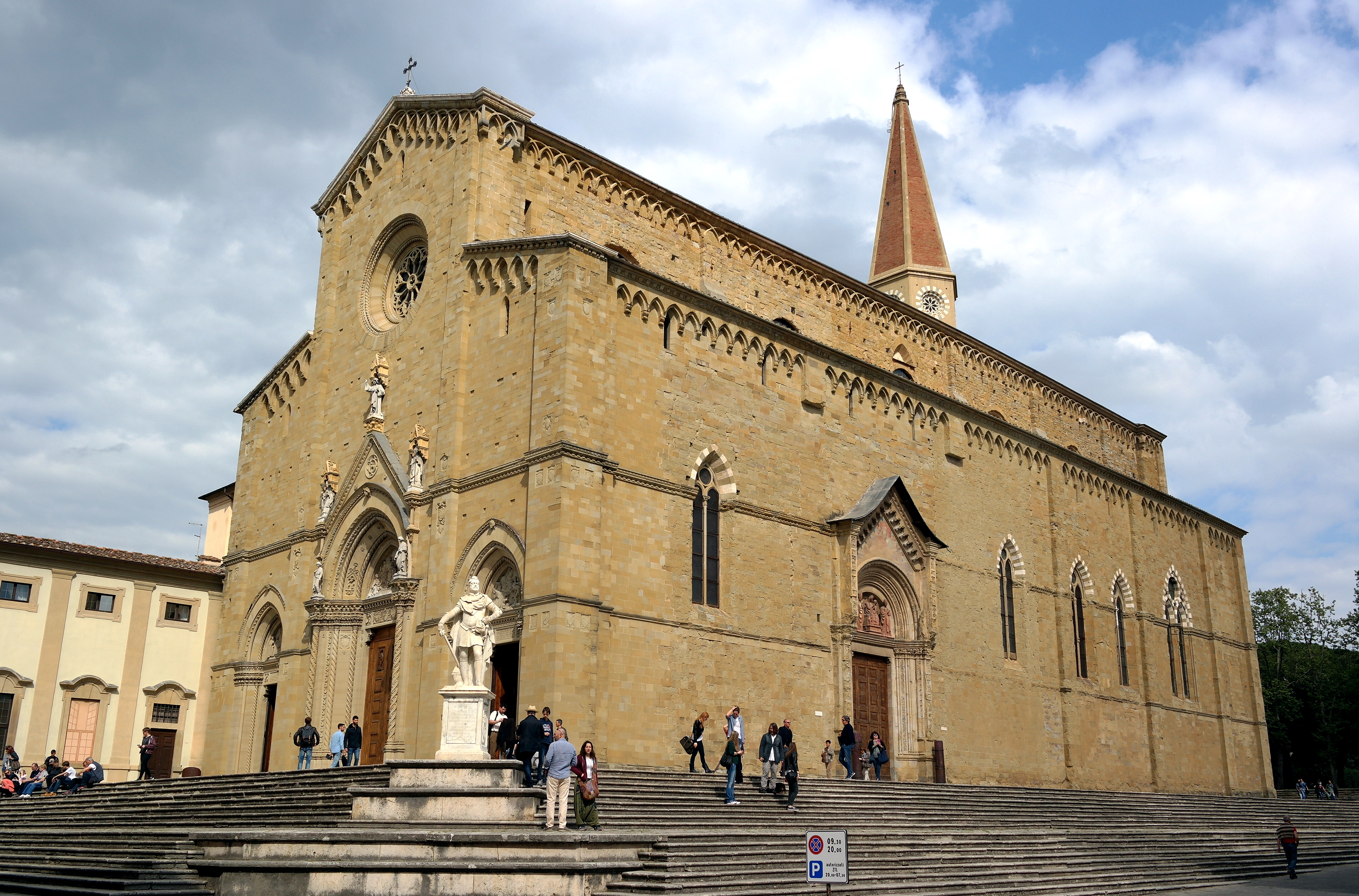
Il nuovo duomo di Arezzo, costruito su impulso del vescovo Guglielmino

### La signoria su Arezzo

#### Di nuovo ghibellino
Gli anni 1280 videro il potere del vescovo rafforzarsi in maniera esponenziale. Entrato nuovamente in conflitto col Comune, Guglielmino si mise a capo della fazione nobiliare, che entrò in violento scontro col governo popolare della città. Al centro della contesa c'erano i castelli della Valdambra, feudo della famiglia Ubertini la cui presenza il Comune, desideroso di rafforzare il proprio dominio sul contado, ormai tollerava sempre più malvolentieri. La causa del vescovo fu rafforzata dal diploma imperiale che ricevette nel 1282 dal re dei Romani Rodolfo I d'Asburgo, che lo rendeva un principe del Sacro Romano Impero, rendendolo quindi a tutti gli effetti un vescovo-conte.
Ormai in forte opposizione al governo guelfo di Arezzo, Guglielmino si riavvicinò ai ghibellini. In risposta, nel 1284 Arezzo attaccò Bibbiena, feudo del vescovo, assalendo poi anche la Valdambra; come rappresaglia, Guglielmino gettò l'interdetto su Arezzo e se ne andò in esilio volontario per qualche tempo. Appoggiò quindi i fuoriusciti ghibellini senesi ospitandoli al suo castello di Gargonza e permettendogli di usarlo come base per tentare la riconquista di Siena. I fuoriusciti senesi fallirono e furono duramente repressi, mentre Guglielmino raggiunse un accordo col governo senese guelfo.
Poco dopo papa Onorio IV, in sostegno ai guelfi aretini, ammonì il vescovo comandandogli di togliere l'interdetto dalla sua città. Guglielmino decise di sottostare al volere del pontefice, agevolato soprattutto dai favorevoli rivolgimenti politici che nel frattempo avevano interessato Arezzo. Ai guelfi moderati infatti era nel frattempo succeduto un partito ultrapopolare, che con l'elezione dell'unico priore Guelfo da Lombrici con pieni poteri aveva tentato di reprimere la fazione nobiliare, di cui era esponente lo stesso Guglielmino. Dopo un periodo di repressione nobiliare, vi fu una reazione violenta da parte dei magnati che portò al rovesciamento dei popolari e all'esecuzione del priore nel 1287, lasciato morire di fame dentro una cisterna. Rientrato trionfalmente in città, Guglielmino divenne quindi di fatto signore di Arezzo, godendo di un potere forte anche se non totale. Avuto sentore di un tentativo di colpo di Stato guelfo sobillato da Firenze, per eliminare le ultime opposizioni alla sua autorità Guglielmino esiliò i nobili guelfi di Arezzo, inimicandosi così i governi di Siena e Firenze.

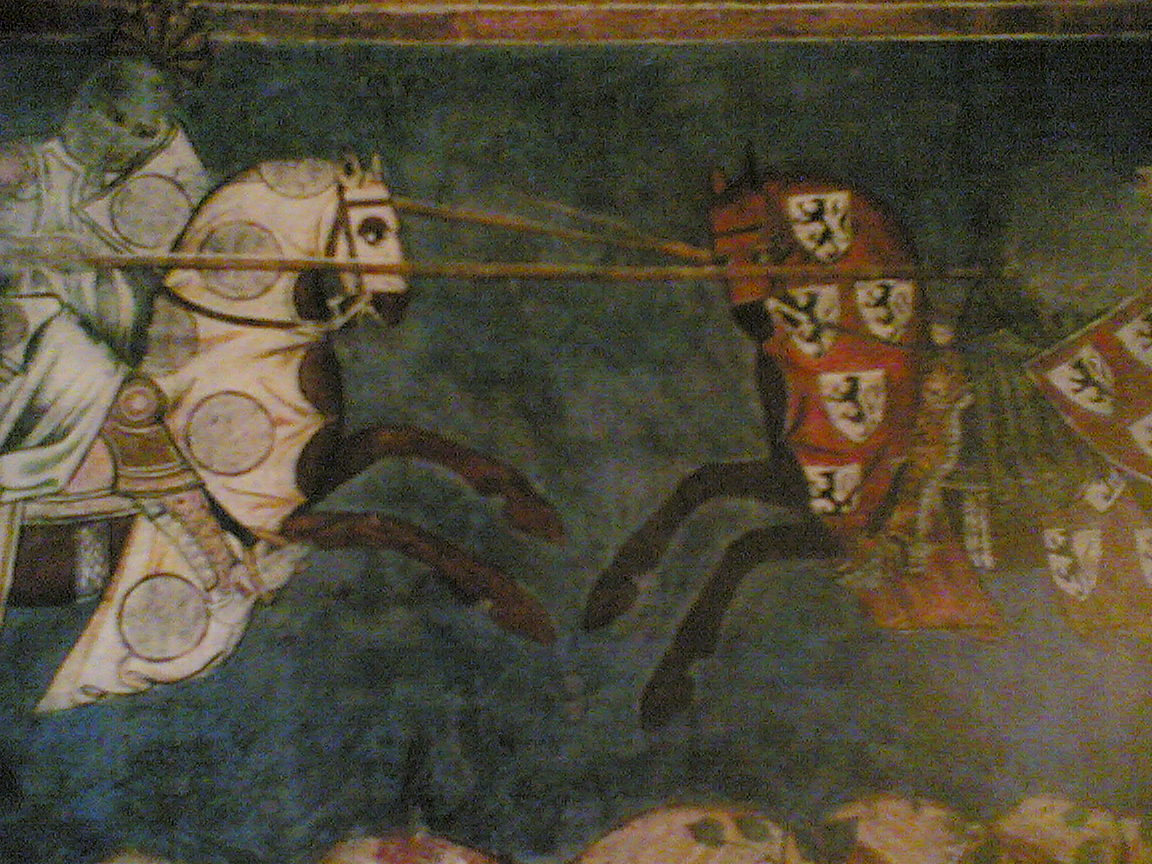
Affresco al Palazzo Comunale di San Gimignano che illustra lo scontro di due cavalieri, a sinistra un fiorentino e a destra un aretino, semplificazione della battaglia di Campaldino

#### Le guerre del 1288-1289 e la morte
Durante il proprio governo diretto della città, Guglielmino dovette affrontare numerose campagne militari. Nel 1287 attaccò la guelfa Chiusi, conquistandola e rimettendovi al potere i ghibellini. Nel 1288 mossero contro Arezzo i nobili guelfi esiliati nemici di Guglielmino, i quali tuttavia non riuscirono a metterla sotto assedio; le forze aretine sfruttarono la conseguente ritirata disorganizzata dei guelfi per sorprendere alle spalle il contingente senese e compiere un grande massacro di nemici alla battaglia ricordata come "le Giostre del Toppo". La signoria di Guglielmino su Arezzo non era comunque assoluta: il Comune manteneva ancora molte prerogative, e il vescovo ufficialmente non ricoprì cariche pubbliche né effettuò nomine favorevoli alla sua famiglia.
Nel 1289 scoppiò la guerra con Firenze, che mosse in armi contro Arezzo passando per il Casentino, vallata a nord della città dominata dai Conti Guidi, famiglia dall'incerta fedeltà. Nonostante la sua preminenza nella politica aretina, il vescovo stava contrattando segretamente coi fiorentini, poiché personalmente pensava che in quel frangente un conflitto con la più ricca e potente Firenze avrebbe probabilmente visto Arezzo sconfitta. Guglielmino propose ai fiorentini di rimanere neutrale nella futura guerra, in cambio di salvacondotti per sé e la famiglia Ubertini e un ricco vitalizio di 3 000 fiorini. I priori fiorentini di allora (tra i quali c'era anche il cronista Dino Compagni) tuttavia tergiversarono, e Guglielmino, timoroso di essere scoperto dagli aretini e di subire vendette, rapidamente cambiò idea e rifiutò ogni accordo con Firenze. Confessatosi riguardo tali trame con una stretta cerchia di amici e parenti, la notizia rapidamente filtrò e la popolazione aretina cominciò a divenirgli ostile, tanto che al Comune arrivarono istanze per accusarlo di alto tradimento e farlo uccidere. Anche lo stesso partito ghibellino considerò seriamente l'eliminazione del vescovo, ma il nipote Guglielmo dei Pazzi di Valdarno, uno dei principali esponenti politici aretini, riuscì a calmare gli animi e ad impedire il degenerare della situazione. Non potendosi più esimere dal combattere i fiorentini a causa delle accuse di tradimento, nonostante l'età ormai avanzata, la vista debole e una pronunciata zoppia che gli impediva di camminare bene, Guglielmino si mise a capo dell'esercito aretino e marciò verso Poppi, principale feudo dei Guidi.
I due eserciti si incontrarono l'11 giugno 1289 sulla piana di Campaldino, proprio sotto il castello di Poppi. Prima di combattere, il vescovo diede l'ultima assoluzione ai cavalieri aretini, perdonandoli dei loro peccati. Gli aretini, guidati dal vescovo, iniziarono la battaglia di Campaldino attaccando per primi, cercando di sfondare le difese nemiche con la forza d'urto della propria cavalleria, travolgendo i feditori fiorentini tra i quali combatteva anche Dante Alighieri. Il vescovo Guglielmino era in prima fila armato di mazza, poiché per legge gli ecclesiastici non potevano portare la spada e versare sangue. La carica tuttavia non ebbe successo, e durante i violenti combattimenti che seguirono il vescovo venne ucciso da un fante fiorentino con un colpo di picca alla testa. Anche il nipote Guglielmo dei Pazzi di Valdarno, che tentò di difendere lo zio, morì durante gli scontri. La morte di Guglielmino prima e di Bonconte da Montefeltro poi privò gli aretini delle proprie guide politico-militari, portandoli infine a una rovinosa disfatta che ne avrebbe disgregato il potere politico per i successivi decenni. In generale, la battaglia di Campaldino fu una sconfitta decisiva per i ghibellini, che da allora furono progressivamente soppiantati dai guelfi.
Dopo la morte di Guglielmino le cronache menzionano un suo figlio illegittimo, tale Monaco Ubertini, di cui tuttavia si sa poco o nulla. Il corpo del vescovo, riconosciuto sul campo di battaglia per la tonsura clericale, fu spogliato; il suo elmo insanguinato fu conservato come macabro trofeo nel battistero di San Giovanni di Firenze fino almeno al XVII secolo. Per irridere la memoria del vescovo Guglielmino che aveva cercato di contrattare con loro, quando dopo Campaldino i fiorentini assediarono Arezzo senza successo, lanciarono con le catapulte sulla città degli asini con delle mitre episcopali inchiodate in testa.

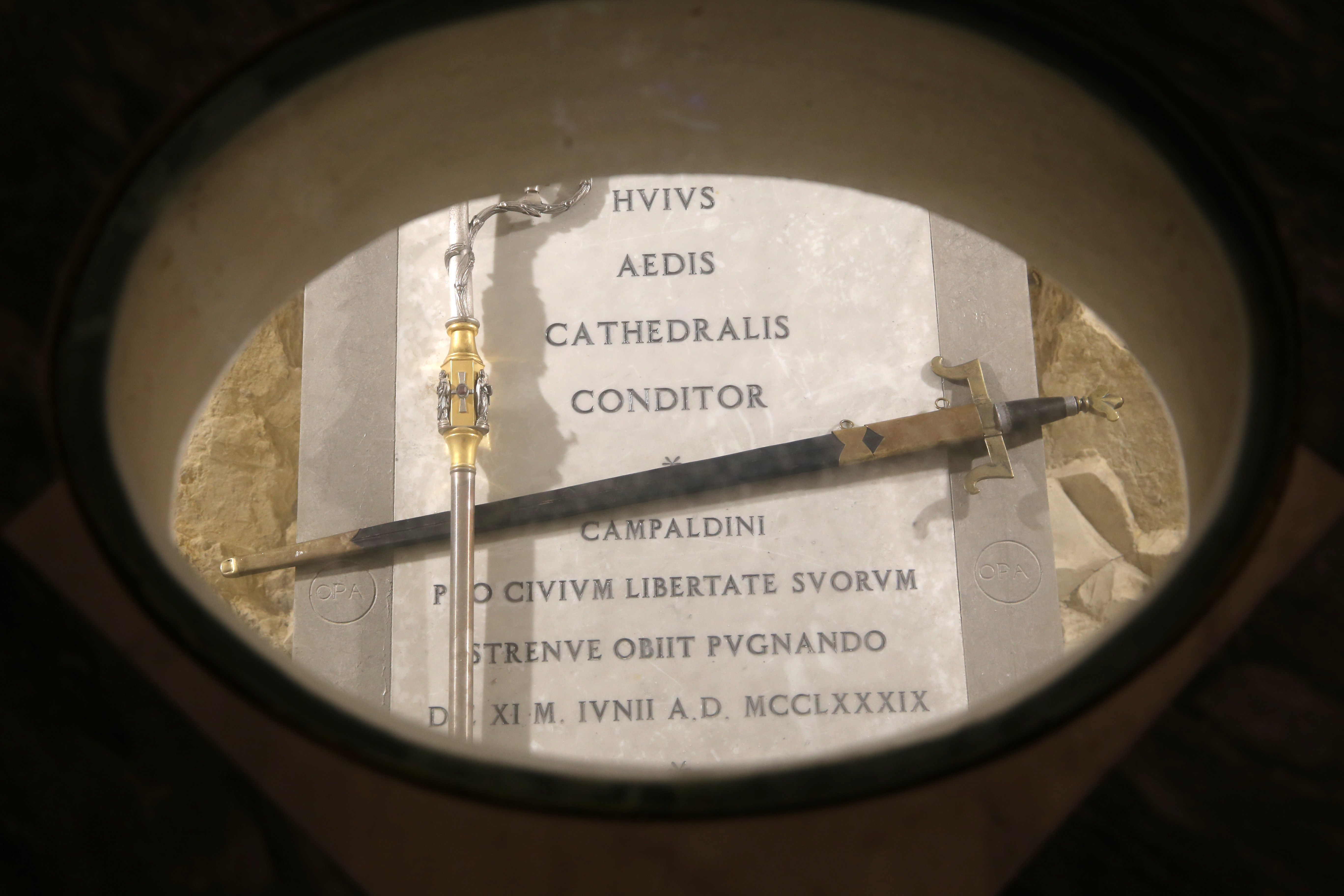
La tomba moderna di Guglielmino degli Ubertini nel Duomo di Arezzo, realizzata nel 2008

### Dispersione e ritrovamento dei resti, sepoltura finale
Dopo la battaglia, i suoi resti mortali andarono dispersi. Vi era la credenza che le spoglie del vescovo, raccolte sul campo di battaglia, fossero state sepolte, assieme a quelle di suo nipote Guglielmo Pazzi, nel vicino convento di Certomondo ai piedi del castello di Poppi, ma non v'era alcuna certezza su questa versione, rendendo di fatto ignoto il destino dei resti di Guglielmino.
Solo dopo il settecentesimo anniversario della battaglia di Campaldino vi fu un reale interesse, da parte delle autorità politico-ecclesiastiche aretine, nell'individuare i resti del vescovo combattente. Nei primi anni 2000, dietro autorizzazione dell'allora vescovo di Arezzo Gualtiero Bassetti, il dottor Pier Luigi Rossi compì approfondite ricerche tra i resti umani rinvenuti nelle tombe del convento di Certomondo. L'attenzione si concentrò sullo scheletro di un uomo di circa settant'anni e con un femore deformato, compatibile con l'età e lo stato di salute di Guglielmino al momento della morte, e gli esami al carbonio-14 fecero risalire lo scheletro proprio al XIII secolo, ovvero l'epoca in cui visse il vescovo, il cui corpo fu quindi identificato con relativa certezza.
L'11 giugno 2008, 719º anniversario della battaglia, al termine di una suggestiva cerimonia di suffragio, celebrata nel Duomo di Arezzo dal vescovo Bassetti, al corpo di Guglielmino è stata finalmente data l'estrema dimora in quella cattedrale che lui stesso aveva fondato oltre sette secoli prima. Sulla tomba del vescovo Guglielmino sono appoggiati una spada medievale e un pastorale incrociati, per simboleggiare le sue attività politiche e religiose che spesso si influenzavano a vicenda. Il sepolcro, come stabilito dal diritto canonico per chi è morto combattendo, si trova in un piano ribassato rispetto al pavimento della navata, visibile tramite una lastra di vetro; esso è posto nella navata sinistra del duomo, proprio ai piedi del sepolcro di papa Gregorio X, posizione scelta intenzionalmente dato il legame delle due figure.
Alla memoria di Guglielmino degli Ubertini fu dedicata l'edizione di giugno 2008 della giostra del Saracino, celebrata il 21 giugno, dieci giorni dopo la sepoltura in duomo. Il trofeo della giostra, la lancia d'oro, fu vinto dal Quartiere di Porta Crucifera, che da allora conserva la lancia con la dedica a Guglielmo.

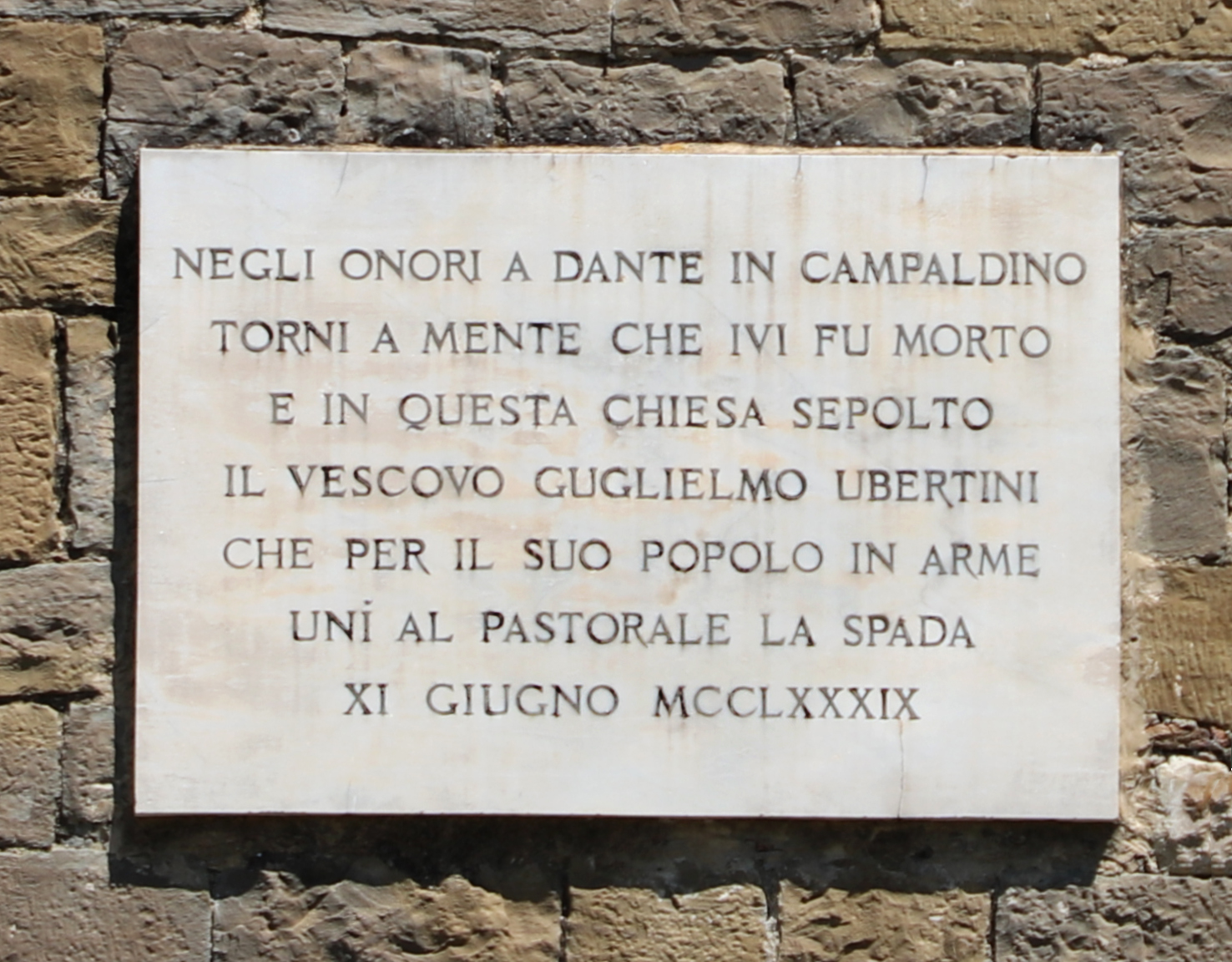
Lapide posta al convento di Certomondo in ricordo di Guglielmino

## Giudizio e rilevanza storica
Guglielmino degli Ubertini fu una figura chiave della Toscana medievale, e soprattutto della storia di Arezzo. Dominò la città a periodi alterni, garantendone la grandezza nella seconda metà del XIII secolo, ponendosi quindi in forte rivalità con Firenze per l'egemonia sull'Italia centrale. Per la sua spregiudicatezza e la sua politica spesso guerrafondaia, dai contemporanei e dai posteri fu duramente giudicato; in particolare le autorità ecclesiastiche malvidero sempre la sua eccessiva autonomia, mentre la contemporanea santa Margherita da Cortona riservò epiteti assai poco lusinghieri verso Guglielmino, invitandolo a convertirsi realmente. La sua morte alla battaglia di Campaldino rafforzò poi la sua fama di ipocrita e violento, antitesi del pacifico uomo di chiesa quale sarebbe dovuto essere. Nella sua Cronica delle cose occorrenti ne' tempi suoi il cronista fiorentino contemporaneo Dino Compagni non esitò a dire di Guglielmino che «sapea meglio gli ufici della guerra che della Chiesa»; sulla stessa linea i giudizi di altri cronisti: per Francesco Pipino «dilettatosi sempre colle guerre e colle fazioni», per Giovanni Villani «più uomo d'arme che d'onestà di chierìcia», mentre lo storico ottocentesco Girolamo Mancini lo definì «fatale pastore» e, appropriandosi di un verso di Dante, «in vesta di pastor lupo rapace». Non meno duro lo storico tedesco Robert Davidsohn, che definì il vescovo «eterno traditore». In realtà lo stile di vita di Guglielmino, benché fortemente criticato, non era affatto raro tra i vescovi dell'epoca, specialmente quelli di origine nobile, assolutamente paragonabili a lui per condotta generale.
La morte in battaglia del vescovo privò Arezzo della sua guida più capace, e la città andò incontro a un periodo di crisi che sarebbe durato più di vent'anni. La politica aretina divenne molto turbolenta, e il titolo di "signore di Arezzo" divenne ambito ma molto difficile da mantenere, con solo brevi domini esercitati da Uguccione della Faggiola negli anni 1290 e dal vescovo Ildebrandino Guidi tra il 1311 e il 1312. Solo con l'ascesa del potente vescovo Guido Tarlati Arezzo tornò protagonista della politica toscana, e Tarlati divenne il più potente signore di Arezzo, esercitando il potere fino alla morte nel 1327. La memoria del vescovo Guglielmino è stata in seguito parzialmente rivalutata, vedendo la sua morte in battaglia, al contrario di quanto prima ritenuto, come una prova di eroismo e fedeltà alla città di Arezzo, che avrebbe voluto proteggere dalle rapaci mire espansionistiche di Firenze; in onore del vescovo è quindi stata posta una lapide presso il convento di Certomondo, dove fu sepolto per più di sette secoli. In sua memoria sono inoltre intitolate due vie, una ad Arezzo e l'altra a Roma.
Dalla storiografia il vescovo Guglielmino, sebbene non abbia mai avuto un potere assoluto su Arezzo, ne è ricordato come il primo signore per la sua importanza prolungata nel tempo e per il ruolo di guida principale che spesso rivestì per le fazioni politiche dell'epoca, alternativamente sia guelfe che ghibelline. La sua mutevolezza politica è inoltre attribuita al dualismo ideologico che divideva la sua persona: la sua famiglia d'origine, gli Ubertini, era di spiccate simpatie ghibelline, mentre invece il suo ruolo all'interno della Chiesa lo portava inevitabilmente ad avere stretti contatti anche con la parte guelfa. A testimonianza del ruolo cruciale nella storia di Arezzo, hanno dedicato importanti studi a Guglielmino storici locali come Corrado Lazzeri, Ubaldo Pasqui e don Silvano Pieri.